# Antisemitisme
L'antisemitisme és l'hostilitat o el prejudici cap als jueus com a grup religiós, ètnic o racial, el qual es manifesta com a odi cap a un individu, o com a persecució institucionalitzada i violenta. El terme va néixer a l'Imperi Alemany durant el segle xix i és una forma de racisme. Els pogroms que s'han succeït al llarg de la història, la persecució de la Inquisició espanyola, el Decret de l'Alhambra, l'Afer Dreyfus a França i últimament la ideologia nazi que va portar a l'Holocaust o l'èxode jueu dels països àrabs són només algunes formes d'antisemitisme al llarg de la història.

## Etimologia
La paraula semita fa referència a Sem, qui segons els escrits bíblics va ser primogènit de Noè, pare d'hebreus, assiris, babilonis, elamites, àrabs i altres comunitats de l'Orient Pròxim. Per extensió, semita es va començar a utilitzar per a designar els pobles parlant de les llengües semítiques i les seues realitzacions culturals. Tot i que no té base ètnica, la paraula semita va evolucionar del seu significat original cap a un nou significat racial.
La paraula antisemitisme va ser utilitzada per primera vegada el 1879 pel periodista Wilhelm Marr al seu llibre Zwanglose Antisemitische Hefte (i Wilhelm Scherer va usar en el mateix any la paraula antisemiten al Neue Freie Presse). Uns mesos després, Wilhelm Marr va fundar la Lliga dels antisemites (Antisemiten-Liga).

## Tipus d'antisemitisme

### Antisemitisme religiós

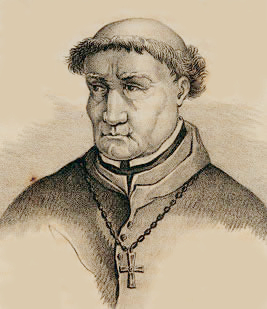
Tomás de Torquemada (antisemitisme religiós).

Abans del segle xix, l'antisemitisme era religiós, basat en les interaccions i les interpretacions del cristianisme i l'islam en relació amb el judaisme. Atès que el judaisme era la religió minoritària més gran de l'Europa cristiana i del món musulmà, els jueus eren l'objecte de la violència i la persecució per motius religiosos per part dels cristians i musulmans, amb una primera expulsió a França en 1182. A diferència de l'antisemitisme en general, aquest prejudici és dirigit cap a la religió mateixa, i per tant, no afecta els jueus que s'han convertit a una altra religió, com ara els conversos de l'Espanya del segle xv. Les lleis que prohibien les pràctiques del judaisme eren basades en l'antisemitisme religiós, així com les expulsions dels jueus de diversos països europeus durant l'edat mitjana.

### Antisemitisme econòmic
El fet que els jueus ocupessin llocs lligats a la banca i els préstecs va fer que se'ls associés a l'avarícia i que es digués que acumulaven riqueses il·lícites. Per això alguns pogroms tenien un rerefons econòmic. Les caricatures des de finals de l'edat mitjana fins a l'edat contemporània accentuaven aquesta imatge, lligant els jueus a usurers i avars.

### Antisemitisme racial

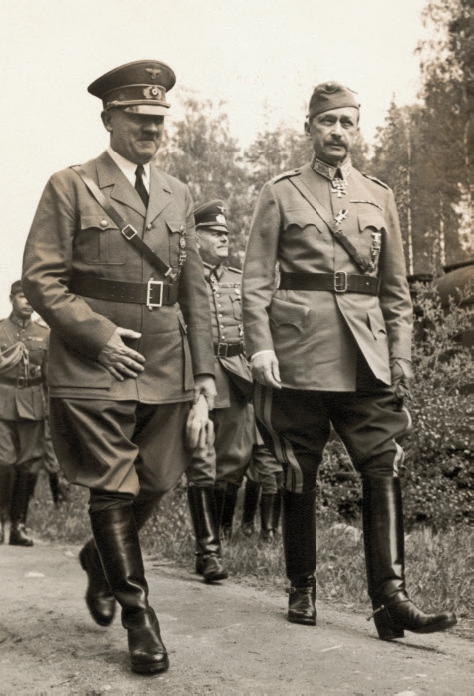
Adolf Hitler (antisemitisme racial).

Originat en les idees antropològiques de la raça durant la Il·lustració, l'antisemitisme racial es va convertir en la forma dominant de l'antisemitisme des del segle xix fins ara. L'antisemitisme racial pràcticament va reemplaçar l'odi del judaisme com a religió amb la concepció dels jueus com a grup racial distint, sense importar-ne la pràctica religiosa. Amb l'aixecament de l'antisemitisme racial, les teories de conspiració sobre els jueus planejant la dominació del món es van convertir en una expressió popular de l'antisemitisme de finals del segle xix.

## Antisemitisme nazi

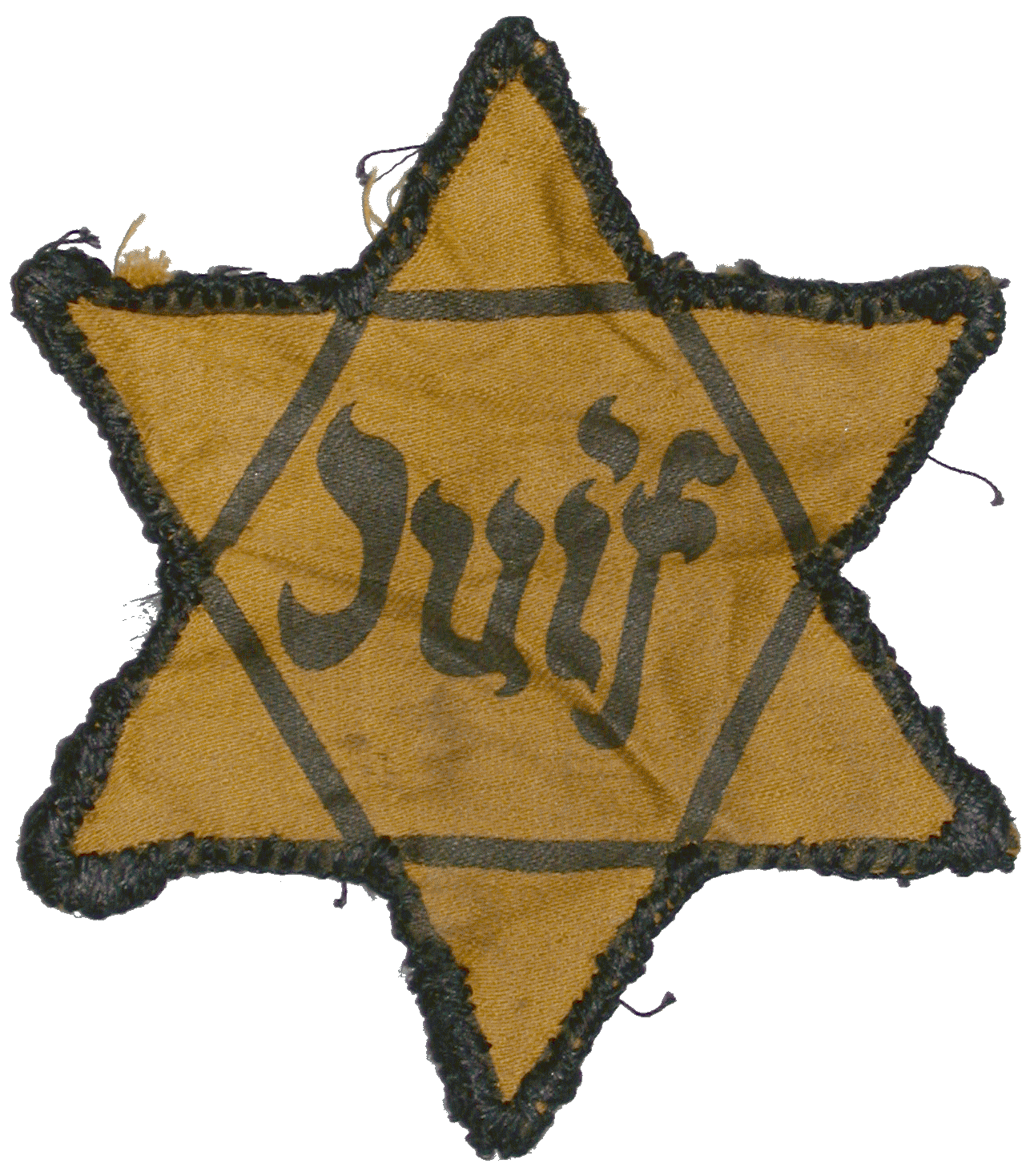
L'estrella de David groga que els nazis obligaren a dur als jueus presoners.

Per a Hitler, els comunistes eren enemics de la nació alemanya. Però encara hi havia un enemic major que es fusionava amb aquest i amb els altres possibles: els jueus. Partint d'una concepció racista, des de principis dels anys vint Hitler va anar reconstruint un estereotip racial del jueu, a partir de les teories de Richard Walther Darré, Alfred Rosenberg, Oswald Spengler (segle XX), Houston Stewart Chamberlain i Joseph-Arthur Gobineau (segle xix).
Els jueus encarnaven, per a Hitler, tots els mals que afligien a la nació alemanya (no jueva): eren els proletariats agitadors, els financistes avars i els grans industrials que espremien al poble alemany; eren la premsa que difamava a la nació, i també els febles i corruptes parlamentaris còmplices dels humiliants tractats de pau i de la feblesa de la nació. Eren, en síntesi, l'enemic racial, que des de l'interior corrompia i contaminava a la nació, afeblint-la. El jueu era l'enemic absolut que tant necessitava el sistema totalitari per a la mobilització política i social, així com per distreure l'opinió pública dels propis problemes.
El 1935 les lleis de Nuremberg van privar als jueus de la ciutadania alemanya i de tot dret. Se'ls va prohibir el contacte amb els aris i se'ls va obligar a portar una identificació. Les lleis afectaven a tots aquells a qui l'Estat definia racialment com a jueus. Van continuar la violència i l'assetjament de les SS i de la policia als jueus, produint-se massives emigracions. Després va seguir una segona fase d'expropiació, caracteritzada per l'arianització de béns, els acomiadaments i els impostos especials.
El 1938 se'ls va prohibir als advocats i metges jueus el lliure exercici de les seves professions i es va obligar a fer que els que tenien noms de pila no jueus que anteposessin els de "Sara" o "Israel" als propis, per a la identificació en els camps de treball i en els mateixos guetos). El resultat, distingir-los.

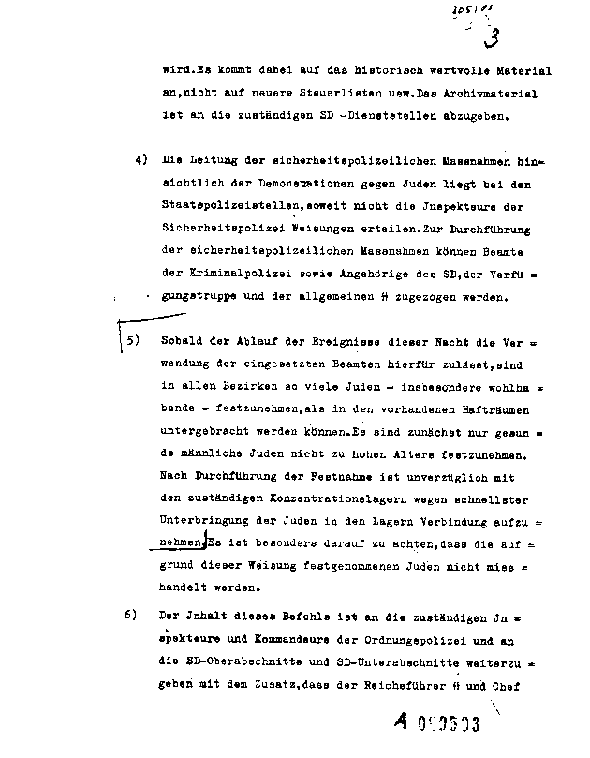
Pàgina 3 del "Telegrama urgent (secret)" (1:20 a.m, 10 de Novembre, 1938). Signat per Reinhard Heydrich, sobre "mesures contra els jueus aquesta nit" i instruint que els “jueus arrestats” siguin traslladats a "camps de concentració".

Al novembre, esgrimint com a excusa l'assassinat d'un diplomàtic alemany a París a les mans d'un jove jueu, van ser atacats per membres de les SS, en el que es va dir la "nit dels vidres trencats". El resultat va ser de tal magnitud que el mateix Estat va haver de restaurar l'ordre que ell mateix havia pertorbat.
Els jueus van ser considerats globalment responsables de l'atac i obligats a reparar els danys, a indemnitzar a l'Estat alemany per les destrosses i a lliurar els diners rebuts a companyies d'assegurances. Els va excloure de la vida econòmica, se'ls va prohibir l'accés a les universitats, l'ús de transports públics i el freqüentar llocs públics com a teatres o jardins. Addicionalment aquest moment va marcar el començament d'un programa organitzat d'internament dels jueus en camps de concentració: en un telegrama d'instruccions signada per Reinhard Heydrich — marcat “Urgent i secret” — en preparació a la Kristalnacht s'estableix (punt 5): "Tan aviat com el curs dels esdeveniments durant aquesta nit permeti l'ús dels oficials de policia assignats per a aquest propòsit, seran arrestats tants jueus com sigui possible acomodar en els llocs de detenció de cada districte —especialment jueus rics. De moment solament seran arrestats jueus homes en bon estat de salut, d'edat no gaire avançada. Immediatament que l'arrest tingui lloc, es contactés el camp de concentració adequat per situar als jueus tan ràpidament com sigui possible en aquests camps....". Aquests camps en realitat eren “camps de treball forçat” en els quals s'explotava als internats fins a la mort. En els “camps de treball” els presoners estaven sotmesos al programa de "Vernichtung durch Arbeit" (Extinció o obliteració a través del treball), per mitjà del seu esgotament i de privació de tot tractament mèdic o ajuda: la mitjana de vida d'un presoner era menor a quatre mesos.
Finalment, els jueus van ser concentrats en guetos (barris especials on vivien amuntegats) o en camps. A això seguiria l'esclavització i l'extermini durant la guerra.
Els camps de concentració, inicialment destinats a la presó preventiva d'"enemics de l'estat" (per exemple: comunistes i socialdemòcrates), es van convertir en llocs de treball forçós, per a experiments mèdics i per a l'eliminació física de jueus, gitanos, homosexuals i discapacitats.

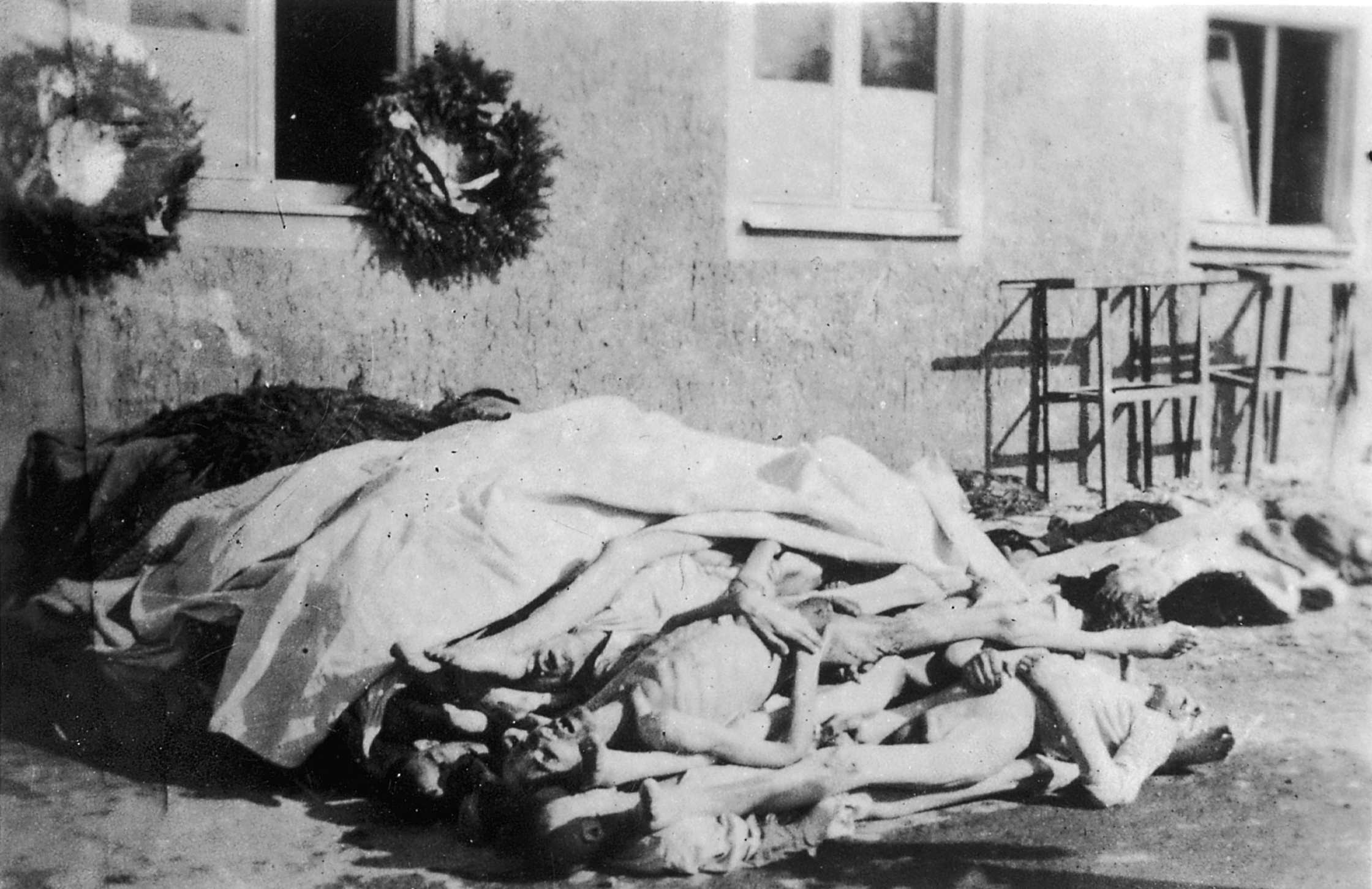
Escena a Buchenwald, el 16 d'abril de 1945 - dia del seu alliberament.

Sobre aquest últim punt, hi ha els qui sostenen la inexistència de l'holocaust jueu, ja sigui íntegrament o en les proporcions que són comunament acceptades, la qual cosa ha donat lloc a alguns judicis. Els principals expositors d'aquesta visió són Robert Faurisson, Paul Rassinier i David Irving. Els casos més coneguts són el de la Commonwealth del Canadà contra Ernst Zundel, ciutadà alemany que va viure al Canadà entre 1958 i el 2000 i qui va publicar diversos pamflets qüestionant l'holocaust, per la qual cosa va ser processat per "publicar literatura capaç d'incitar odi contra un grup identificable". En aquest procés, Alfred Leuchter, qui falsament va proclamar ser enginyer, el "màxim expert mundial en" i "constructor" de cambres de gas per a les presons dels Estats Units Mario López Ibáñez: va evacuar l'Informe Leuchter, en el qual va concloure que "no va haver-hi cambres de gas per a l'execució en cap d'aquests llocs". I també el cas d'Irving contra Lipstadt i uns altres, en el qual Irving va ser considerat "un actiu negacionista de l'Holocaust... un antisemita i un racista".

## Iconografia
A partir de finals del segle xiii, en el context d’una violència sistèmica contra els jueus, es va desenvolupar una variada iconografia antijueva. Hi trobem des de retrats concebuts a partir de caricaturitzacions i signes denotatius (indumentàries i rodelles), fins a escenes que presenten els jueus com enemics de la fe cristiana. Com a la resta de l’Occident europeu, a més d’expressar intolerància i prejudicis, sovint la promoció d’aquestes imatges infamants obeeix a estratègies d’afirmació de la identitat cristiana. Només cal fixar-se en les escenes amb actes de profanació d’imatges de culte i de l’hòstia o en els cicles de la Passió. Des d’un punt de vista cristià, moltes d’aquestes representacions van ser considerades un mitjà eficaç per ratificar creences que havien desvetllat una gran controvèrsia en el si de l’Església, com el culte a les imatges i a l’Eucaristia, o per difondre devocions de caràcter cristocèntric. La deformada imatge del jueu com a profanador i deïcida va ser un reflex del mirall cristià; una manifestació de les creences, pors i ansietats dels fidels de l’Església romana.